# ピアノ協奏曲第2番 (大澤壽人)
ピアノ協奏曲第2番は、大澤壽人が1935年春、パリで作曲したピアノ協奏曲。新古典、ジャズ、印象派、無調といった様々な要素が盛り込まれている。

## 初演
この協奏曲を献呈されたアンリ・ジル＝マルシェックスのピアノ独奏、管弦楽：パドゥルー管弦楽団により世界初演される。当時のフランス楽壇からは賞賛をされた。日本初演は1936年5月26日、日本青年館において作曲者指揮、新交響楽団（現NHK交響楽団）によって行われたが、聴衆からの評判は芳しくなく、演奏も決して上手とはいえなかった。

## 楽器編成
独奏ピアノ、フルート2、オーボエ2、クラリネット2、ファゴット2、ピッコロ、バスクラリネット、ホルン4、トランペット、トロンボーン3、チューバ、ティンパニ、タムタム、シンバル、小太鼓、タンブリン、弦五部

### 第1楽章　Alleglo
ト短調　3つの主題からなる。第1主題は低弦を伴ったクラリネット、ホルン、トランペットの旋律を核にしたオーケストラにより提示され、これはその後ホルンにより繰り返される。第2主題はピアノによるジャズ風のものである。第3主題は先行主題から派生したもので、シンバルの上で金管と弦に現れる。

### 第2楽章　Andnte quqasi adagio
序奏と主題と変奏とコーダによる。クラシック、ジャズ、日本の旋律を融合したピアノによる序奏の後、ファゴットとトロンボーンがジャズ風の短い旋律を挟んでピアノが民謡的な主題を提示する。やがて童歌的な旋律を経てフルートがやはり日本民謡風の動機を刻む。その後ピアノが主題を再現し、その後も変奏される。

### 第3楽章　Quasi presto
作曲者自身ジグと名付けた楽章で、トランペットと第1ヴァイオリンが主題を提示した後、ピアノがジャズ風に変奏する。これに様々な旋律が融合し、舞曲的な趣きを見せる。その後ピアノのカデンツァで終止すると、各楽器が合奏協奏曲の様な働きをし、次第にそれは自由気ままになっていく。途中五音階の再現で立て直されるが、すぐ元に戻り、やがて無調へと発展するが、その後冒頭のジグ主題が奏されて引き締まり、猪突猛進に盛り上がって華麗に終わる。

## 録音
- ドミトリ・ヤブロンスキー指揮、ロシア・フィルハーモニー管弦楽団。（Naxos 8.570177J、交響曲第2番とのカップリング）